# Mysmena changouzi
Mysmena changouzi is een spinnensoort in de taxonomische indeling van de Mysmenidae.
Het dier behoort tot het geslacht Mysmena. De wetenschappelijke naam van de soort werd voor het eerst geldig gepubliceerd in 2009 door Miller, Griswold & Yin.